# Liga Europeia de Voleibol Feminino de 2018
A Liga Europeia de Voleibol Feminino de 2018 será décima edição do torneio, que é disputado anualmente desde 2009. Para esta edição a CEV promoveu mudanças no torneio em relação ao que vinha acontecido nas edições passadas. A primeira mudança foi a ampliação do número de participantes, que passará de 12 para 20 seleções. Outra mudança é a divisão da competição em duas divisões: a Liga de Ouro e a Liga de Prata.

## Fórmula de disputa

### Liga de Ouro
Esta competição apresenta as 12 maiores equipes da Europa, de acordo com o último ranking continental, com exceção daqueles que participarão da Liga das Nações (antigo Grand Prix). A composição dos grupos reflete o ranking europeu e se aplica o sistema de serpentina. 
Os primeiros colocados de cada grupo estarão, juntamente com o país sede, classificados para o final four do torneio. Caso o país que sediará as finais seja o campeão de seu grupo o melhor segundo colocado da fase preliminar estará classificado. Os dois finalistas da Golden League se qualificarão para a Challenger Cup. A equipe de pior campanha será rebaixada para a Liga de Prata na edição de 2019.
| Grupo A    | Grupo B   | Grupo C      |
| ---------- | --------- | ------------ |
| Bulgária   | Croácia   | Chéquia      |
| Ucrânia    | Hungria   | Bielorrússia |
| Azerbaijão | França    | Eslováquia   |
| Portugal   | Finlândia | Espanha      |

### Liga de Prata
Esta competição conta com 8 seleções divididas em dois grupos, onde cada seleção joga seis vezes, em partidas de ida e volta. O Final Four contará com os organizadores, os respectivos vencedores de cada grupo e o melhor segundo lugar da fase preliminar. Se não houver organizador para o Final Four, a competição continuará com a disputa em partidas de ida e volta. O vencedor será promovido à Liga de Ouro na edição de 2019.
| Grupo A | Grupo B |
| ------- | ------- |
| Suíça   | Israel  |
| Estônia | Áustria |
| Suécia  | Geórgia |
| Kosovo  | Albânia |

## Liga de Ouro
- Todos os horários estão de acordo com a hora local.

|  | Classificado para a fase final            |
|  | Qualificado para a fase final (país-sede) |

### Grupo A
|     |            |     | Jogos | Jogos | Jogos | Sets | Sets | Sets  | Pontos | Pontos | Pontos |
| Pos | Equipe     | Pts | T     | V     | D     | V    | P    | R     | V      | P      | R      |
| --- | ---------- | --- | ----- | ----- | ----- | ---- | ---- | ----- | ------ | ------ | ------ |
| 1   | Bulgária   | 15  | 6     | 5     | 1     | 16   | 5    | 3.200 | 513    | 436    | 1.177  |
| 2   | Azerbaijão | 15  | 6     | 5     | 1     | 16   | 7    | 2.286 | 549    | 492    | 1.116  |
| 3   | Ucrânia    | 6   | 6     | 2     | 4     | 8    | 13   | 0.615 | 483    | 491    | 0.984  |
| 4   | Portugal   | 0   | 6     | 0     | 6     | 3    | 18   | 0.167 | 397    | 523    | 0.759  |

| Data   | Hora  |                | Placar |               | Set 1 | Set 2 | Set 3 | Set 4 | Set 5 | Total  | Relatório |
| ------ | ----- | -------------- | ------ | ------------- | ----- | ----- | ----- | ----- | ----- | ------ | --------- |
| 19 mai | 17:00 | ' Bulgária '   | 3–0    | Portugal      | 25–13 | 25–18 | 25–19 |       |       | 75–50  | 75–50     |
| 19 mai | 18:00 | ' Azerbaijão ' | 3–1    | Ucrânia       | 16–25 | 25–19 | 25–23 | 28–26 |       | 94–93  | 94–93     |
| 23 mai | 18:30 | ' Bulgária '   | 3–1    | Ucrânia       | 32–34 | 25–10 | 25–22 | 25–21 |       | 107–87 | 107–87    |
| 23 mai | 18:00 | ' Azerbaijão ' | 3–1    | Portugal      | 24–26 | 25–17 | 25–14 | 25–17 |       | 99–74  | 99–74     |
| 26 mai | 17:00 | ' Bulgária '   | 3–1    | Azerbaijão    | 17–25 | 25–17 | 25–14 | 25–21 |       | 92–77  | 92–77     |
| 27 mai | 17:00 | Portugal       | 0–3    | ' Ucrânia'    | 22–25 | 14–25 | 13–25 |       |       | 49–75  | 49–75     |
| 30 mai | 18:00 | ' Azerbaijão ' | 3–1    | Bulgária      | 25–20 | 23–25 | 25–21 | 25–21 |       | 98–87  | 98–87     |
| 30 mai | 17:00 | ' Ucrânia '    | 3–1    | Portugal      | 25–19 | 21–25 | 25–22 | 25–20 |       | 96–86  | 96–86     |
| 02 jun | 18:00 | Ucrânia        | 0–3    | ' Bulgária'   | 18–25 | 20–25 | 22–25 |       |       | 60–75  | 60–75     |
| 02 jun | 15:00 | Portugal       | 1–3    | ' Azerbaijão' | 20–25 | 28–26 | 11–25 | 15–25 |       | 74–101 | 74–101    |
| 06 jun | 17:00 | Ucrânia        | 0–3    | ' Azerbaijão' | 28–30 | 21–25 | 23–25 |       |       | 72–80  | 72–80     |
| 06 jun | 16:00 | Portugal       | 0–3    | ' Bulgária'   | 17–25 | 22–25 | 25–27 |       |       | 64–77  | 64–77     |

### Grupo B
|     |           |     | Jogos | Jogos | Jogos | Sets | Sets | Sets  | Pontos | Pontos | Pontos |
| Pos | Equipe    | Pts | T     | V     | D     | V    | P    | R     | V      | P      | R      |
| --- | --------- | --- | ----- | ----- | ----- | ---- | ---- | ----- | ------ | ------ | ------ |
| 1   | Finlândia | 13  | 6     | 4     | 2     | 14   | 9    | 1.556 | 533    | 471    | 1.132  |
| 2   | Hungria   | 12  | 6     | 4     | 2     | 15   | 9    | 1.667 | 536    | 508    | 1.055  |
| 3   | Croácia   | 8   | 6     | 3     | 3     | 12   | 12   | 1,000 | 529    | 549    | 0.964  |
| 4   | França    | 3   | 6     | 1     | 5     | 5    | 16   | 0.313 | 432    | 502    | 0.861  |

| Data   | Hora  |               | Placar |              | Set 1 | Set 2 | Set 3 | Set 4 | Set 5 | Total   | Relatório |
| ------ | ----- | ------------- | ------ | ------------ | ----- | ----- | ----- | ----- | ----- | ------- | --------- |
| 19 mai | 17:00 | ' Croácia '   | 3–0    | Finlândia    | 25–21 | 26–24 | 25–19 |       |       | 76–64   | 76–64     |
| 20 mai | 18:30 | ' Hungria '   | 3–0    | França       | 25–16 | 25–19 | 25–20 |       |       | 75–55   | 75–55     |
| 23 mai | 18:30 | ' Hungria '   | 3–1    | Croácia      | 26–24 | 25–23 | 23–25 | 25–12 |       | 99–84   | 99–84     |
| 23 mai | 18:30 | ' Finlândia ' | 3–0    | França       | 25–18 | 25–13 | 25–21 |       |       | 75–52   | 75–52     |
| 26 mai | 16:00 | ' Finlândia ' | 3–1    | Hungria      | 25–19 | 23–25 | 25–16 | 25–19 |       | 98–79   | 98–79     |
| 26 mai | 20:00 | ' Croácia '   | 3–1    | França       | 25–19 | 25–21 | 18–25 | 27–25 |       | 95–90   | 95–90     |
| 30 mai | 17:00 | ' Finlândia ' | 3–1    | Croácia      | 25–18 | 24–26 | 25–15 | 25–19 |       | 99–78   | 99–78     |
| 30 mai | 20:00 | França        | 0–3    | ' Hungria'   | 23–25 | 18–25 | 19–25 |       |       | 60–75   | 60–75     |
| 02 jun | 17:00 | ' Croácia '   | 3–2    | Hungria      | 23–25 | 25–23 | 25–15 | 19–25 | 15–9  | 107–97  | 107–97    |
| 02 jun | 20:00 | França        | 1–3    | ' Finlândia' | 14–25 | 25–18 | 14–25 | 22–25 |       | 75–93   | 75–93     |
| 06 jun | 18:30 | ' Hungria '   | 3–2    | Finlândia    | 25–20 | 25–27 | 21–25 | 25–21 | 15–11 | 111–104 | 111–104   |
| 06 jun | 20:00 | ' França '    | 3–1    | Croácia      | 25–18 | 27–25 | 23–25 | 25–21 |       | 100–89  | 100–89    |

### Grupo C
|     |              |     | Jogos | Jogos | Jogos | Sets | Sets | Sets  | Pontos | Pontos | Pontos |
| Pos | Equipe       | Pts | T     | V     | D     | V    | P    | R     | V      | P      | R      |
| --- | ------------ | --- | ----- | ----- | ----- | ---- | ---- | ----- | ------ | ------ | ------ |
| 1   | Chéquia      | 17  | 6     | 6     | 0     | 18   | 3    | 6,000 | 493    | 411    | 1.200  |
| 2   | Bielorrússia | 8   | 6     | 3     | 3     | 12   | 13   | 0.923 | 531    | 535    | 0.993  |
| 3   | Eslováquia   | 6   | 6     | 2     | 4     | 9    | 15   | 0.600 | 515    | 526    | 0.979  |
| 4   | Espanha      | 5   | 6     | 1     | 5     | 8    | 16   | 0.500 | 482    | 549    | 0.878  |

| Data   | Hora  |                  | Placar |                 | Set 1 | Set 2 | Set 3 | Set 4 | Set 5 | Total   | Relatório |
| ------ | ----- | ---------------- | ------ | --------------- | ----- | ----- | ----- | ----- | ----- | ------- | --------- |
| 19 mai | 15:00 | Eslováquia       | 2–3    | ' Bielorrússia' | 24–26 | 25–18 | 24–26 | 25–21 | 8–15  | 106–106 | 106–106   |
| 19 mai | 19:00 | Espanha          | 0–3    | ' Chéquia'      | 23–25 | 21–25 | 12–25 |       |       | 56–75   | 56–75     |
| 23 mai | 16:00 | ' Bielorrússia ' | 3–0    | Eslováquia      | 25–23 | 25–19 | 25–20 |       |       | 75–62   | 75–62     |
| 23 mai | 17:00 | ' Chéquia '      | 3–0    | Espanha         | 25–20 | 25–16 | 25–21 |       |       | 75–57   | 75–57     |
| 26 mai | 16:00 | Bielorrússia     | 1–3    | ' Espanha'      | 21–25 | 25–11 | 23–25 | 16–25 |       | 85–86   | 85–86     |
| 26 mai | 16:00 | ' Chéquia '      | 3–0    | Eslováquia      | 25–17 | 25–20 | 25–19 |       |       | 75–56   | 75–56     |
| 30 mai | 17:00 | Eslováquia       | 1–3    | ' Chéquia'      | 25–16 | 16–25 | 23–25 | 18–25 |       | 82–91   | 82–91     |
| 30 mai | 20:30 | Espanha          | 2–3    | ' Bielorrússia' | 23–25 | 25–21 | 22–25 | 25–19 | 9–15  | 104–105 | 104–105   |
| 02 jun | 18:00 | ' Chéquia '      | 3–0    | Bielorrússia    | 25–18 | 25–18 | 25–21 |       |       | 75–57   | 75–57     |
| 02 jun | 19:00 | Espanha          | 1–3    | ' Eslováquia'   | 21–25 | 17–25 | 25–20 | 27–29 |       | 90–99   | 90–99     |
| 06 jun | 18:00 | Bielorrússia     | 2–3    | ' Chéquia'      | 21–25 | 25–18 | 25–19 | 20–25 | 12–15 | 103–102 | 103–102   |
| 06 jun | 18:00 | ' Eslováquia '   | 3–2    | Espanha         | 25–17 | 22–25 | 23–25 | 25–16 | 15–6  | 110–89  | 110–89    |

## Liga de Prata
- Todos os horários estão de acordo com a hora local.

|  | Classificado para a Fase Final            |
|  | Qualificado para a fase final (país-sede) |

### Pool A
|     |         |     | Jogos | Jogos | Jogos | Sets | Sets | Sets  | Pontos | Pontos | Pontos |
| Pos | Equipe  | Pts | T     | V     | D     | V    | P    | R     | V      | P      | R      |
| --- | ------- | --- | ----- | ----- | ----- | ---- | ---- | ----- | ------ | ------ | ------ |
| 1   | Estônia | 14  | 6     | 5     | 1     | 17   | 8    | 2.125 | 574    | 460    | 1.248  |
| 2   | Suécia  | 13  | 6     | 4     | 2     | 16   | 8    | 2,000 | 534    | 462    | 1.156  |
| 3   | Suíça   | 9   | 6     | 3     | 3     | 12   | 11   | 1.091 | 481    | 480    | 1.002  |
| 4   | Kosovo  | 0   | 6     | 0     | 6     | 0    | 18   | 0,000 | 263    | 450    | 0.584  |

| Data   | Hora  |             | Placar |            | Set 1 | Set 2 | Set 3 | Set 4 | Set 5 | Total   | Relatório |
| ------ | ----- | ----------- | ------ | ---------- | ----- | ----- | ----- | ----- | ----- | ------- | --------- |
| 19 mai | 19:00 | ' Suécia '  | 3–0    | Suíça      | 25–13 | 26–24 | 25–17 |       |       | 76–54   | 76–54     |
| 20 mai | 19:00 | Kosovo      | 0–3    | ' Estônia' | 8–25  | 12–25 | 17–25 |       |       | 37–75   | 37–75     |
| 23 mai | 17:00 | ' Estônia ' | 3–2    | Suíça      | 21–25 | 25–17 | 24–26 | 25–18 | 15–12 | 110–98  | 110–98    |
| 23 mai | 20:00 | Kosovo      | 0–3    | ' Suécia'  | 21–25 | 23–25 | 10–25 |       |       | 54–75   | 54–75     |
| 26 mai | 17:00 | Estônia     | 2–3    | ' Suécia'  | 25–17 | 25–18 | 33–35 | 20–25 | 7–15  | 110–110 | 110–110   |
| 26 mai | 17:30 | ' Suíça '   | 3–0    | Kosovo     | 25–14 | 25–15 | 25–17 |       |       | 75–46   | 75–46     |
| 30 mai | 17:00 | Suécia      | 2–3    | ' Estônia' | 25–20 | 18–25 | 25–21 | 25–27 | 6–15  | 99–108  | 99–108    |
| 30 mai | 19:30 | Kosovo      | 0–3    | ' Suíça'   | 18–25 | 20–25 | 15–25 |       |       | 53–75   | 53–75     |
| 02 jun | 16:00 | ' Suécia '  | 3–0    | Kosovo     | 25–11 | 25–15 | 25–7  |       |       | 75–33   | 75–33     |
| 03 jun | 16:30 | Suíça       | 1–3    | ' Estônia' | 25–21 | 19–25 | 17–25 | 15–25 |       | 76–96   | 76–96     |
| 06 jun | 17:00 | ' Estônia ' | 3–0    | Kosovo     | 25–15 | 25–8  | 25–17 |       |       | 75–40   | 75–40     |
| 06 jun | 19:30 | ' Suíça '   | 3–2    | Suécia     | 25–22 | 25–15 | 17–25 | 21–25 | 15–12 | 103–99  | 103–99    |

### Pool B
|     |         |     | Jogos | Jogos | Jogos | Sets | Sets | Sets  | Pontos | Pontos | Pontos |
| Pos | Equipe  | Pts | T     | V     | D     | V    | P    | R     | V      | P      | R      |
| --- | ------- | --- | ----- | ----- | ----- | ---- | ---- | ----- | ------ | ------ | ------ |
| 1   | Áustria | 16  | 6     | 5     | 1     | 17   | 6    | 2.833 | 538    | 441    | 1.220  |
| 2   | Albânia | 14  | 6     | 5     | 1     | 15   | 6    | 2.500 | 492    | 413    | 1.191  |
| 3   | Israel  | 3   | 6     | 1     | 5     | 6    | 16   | 0.375 | 448    | 528    | 0.848  |
| 4   | Geórgia | 3   | 6     | 1     | 5     | 5    | 15   | 0.333 | 387    | 483    | 0.801  |

| Data   | Hora  |             | Placar |            | Set 1 | Set 2 | Set 3 | Set 4 | Set 5 | Total  | Relatório |
| ------ | ----- | ----------- | ------ | ---------- | ----- | ----- | ----- | ----- | ----- | ------ | --------- |
| 19 mai | 15:00 | ' Áustria ' | 3–1    | Israel     | 25–21 | 25–12 | 20–25 | 25–15 |       | 95–73  | 95–73     |
| 20 mai | 17:00 | Geórgia     | 0–3    | ' Albânia' | 16–25 | 18–25 | 22–25 |       |       | 56–75  | 56–75     |
| 23 mai | 19:00 | ' Israel '  | 3–1    | Geórgia    | 25–21 | 23–25 | 25–20 | 25–16 |       | 98–82  | 98–82     |
| 23 mai | 19:00 | Albânia     | 0–3    | ' Áustria' | 18–25 | 17–25 | 21–25 |       |       | 56–75  | 56–75     |
| 26 mai | 17:00 | Geórgia     | 0–3    | ' Áustria' | 17–25 | 14–25 | 14–25 |       |       | 45–75  | 45–75     |
| 26 mai | 19:00 | Israel      | 0–3    | ' Albânia' | 18–25 | 16–25 | 14–25 |       |       | 48–75  | 48–75     |
| 30 mai | 17:00 | ' Albânia ' | 3–1    | Israel     | 25–23 | 25–19 | 27–29 | 25–16 |       | 102–87 | 102–87    |
| 30 mai | 17:45 | ' Áustria ' | 3–1    | Geórgia    | 25–21 | 25–16 | 23–25 | 25–16 |       | 98–78  | 98–78     |
| 02 jun | 17:45 | Áustria     | 2–3    | ' Albânia' | 25–21 | 25–22 | 19–25 | 16–25 | 11–15 | 96–108 | 96–108    |
| 02 jun | 20:00 | ' Geórgia ' | 3–0    | Israel     | 25–21 | 25–18 | 25–22 |       |       | 75–61  | 75–61     |
| 06 jun | 17:00 | ' Albânia ' | 3–0    | Geórgia    | 25–14 | 25–13 | 26–24 |       |       | 76–51  | 76–51     |
| 06 jun | 19:00 | Israel      | 1–3    | ' Áustria' | 26–24 | 17–25 | 22–25 | 16–25 |       | 81–99  | 81–99     |

## Fase Final
Liga de Prata
- Sede:  Rosvalla Nyköping Eventcenter, Nyköping, Suécia

|  | Semi Finais | Semi Finais |   |             | Final               | Final |  |
|  |             |             |   |             |                     |       |  |
|  | 16 de junho |             |   |             |                     |       |  |
|  | Albânia     | 0           |   |             |                     |       |  |
|  | Suécia      | 3           |   |             |                     |       |  |
|  |             |             |   |             |                     |       |  |
|  |             |             |   |             | 17 de junho         |       |  |
|  |             |             |   |             | Suécia              | 3     |  |
|  |             | Áustria     | 1 |             |                     |       |  |
|  |             |             |   |             |                     |       |  |
|  |             |             |   |             |                     |       |  |
|  |             |             |   |             | Disputa do 3º lugar |       |  |
|  | 16 de junho | 16 de junho |   | 17 de junho | 17 de junho         |       |  |
|  | Áustria     | 3           |   | Albânia     | 3                   |       |  |
|  | Estônia     | 1           |   |             | Estônia             | 0     |  |

### Semi finais
| Data   | Hora  |             | Placar |           | Set 1 | Set 2 | Set 3 | Set 4 | Set 5 | Total | Relatório |
| ------ | ----- | ----------- | ------ | --------- | ----- | ----- | ----- | ----- | ----- | ----- | --------- |
| 16 jun | 17:00 | Albânia     | 0–3    | ' Suécia' | 14–25 | 21–25 | 21–25 |       |       | 56–75 | 56–75     |
| 16 jun | 20:00 | ' Áustria ' | 3–1    | Estônia   | 21–25 | 25–22 | 26–24 | 25–16 |       | 97–87 | 97–87     |

### Disputa do 3º lugar
| Data   | Hora  |            | Placar |         | Set 1 | Set 2 | Set 3 | Set 4 | Set 5 | Total | Relatório |
| ------ | ----- | ---------- | ------ | ------- | ----- | ----- | ----- | ----- | ----- | ----- | --------- |
| 17 jun | 16:00 | ' Albânia' | 3–0    | Estônia | 25–14 | 25–17 | 25–21 |       |       | 75–52 | 75–52     |

| Data   | Hora  |           | Placar |         | Set 1 | Set 2 | Set 3 | Set 4 | Set 5 | Total | Relatório |
| ------ | ----- | --------- | ------ | ------- | ----- | ----- | ----- | ----- | ----- | ----- | --------- |
| 17 jun | 19:00 | ' Suécia' | 3–1    | Áustria | 25–23 | 25–21 | 16–25 | 25–17 |       | 91–86 | 91–86     |

Liga de Ouro
- Sede:  László Papp Budapest Sports Arena, Budapeste, Hungria

|  | Semi finais | Semi finais |   |             | Final               | Final |  |
|  |             |             |   |             |                     |       |  |
|  | 14 de junho |             |   |             |                     |       |  |
|  | Bulgária    | 3           |   |             |                     |       |  |
|  | Finlândia   | 0           |   |             |                     |       |  |
|  |             |             |   |             |                     |       |  |
|  |             |             |   |             | 15 de junho         |       |  |
|  |             |             |   |             | Bulgária            | 3     |  |
|  |             | Hungria     | 0 |             |                     |       |  |
|  |             |             |   |             |                     |       |  |
|  |             |             |   |             |                     |       |  |
|  |             |             |   |             | Disputa do 3º lugar |       |  |
|  | 14 de junho | 14 de junho |   | 15 de junho | 15 de junho         |       |  |
|  | Hungria     | 3           |   | Finlândia   | 1                   |       |  |
|  | Chéquia     | 0           |   |             | Chéquia             | 3     |  |

### Semi finais
| Data   | Hora  |              | Placar |           | Set 1 | Set 2 | Set 3 | Set 4 | Set 5 | Total | Relatório |
| ------ | ----- | ------------ | ------ | --------- | ----- | ----- | ----- | ----- | ----- | ----- | --------- |
| 14 jun | 17:00 | ' Bulgária ' | 3–0    | Finlândia | 25–21 | 25–13 | 25–14 |       |       | 75–48 | 75–48     |
| 14 jun | 20:00 | ' Hungria '  | 3–0    | Chéquia   | 25–21 | 25–19 | 25–19 |       |       | 75–59 | 75–59     |

### Disputa do 3º lugar
| Data   | Hora  |           | Placar |            | Set 1 | Set 2 | Set 3 | Set 4 | Set 5 | Total  | Relatório |
| ------ | ----- | --------- | ------ | ---------- | ----- | ----- | ----- | ----- | ----- | ------ | --------- |
| 15 jun | 17:00 | Finlândia | 1–3    | ' Chéquia' | 17–25 | 26–28 | 27–25 | 21–25 |       | 91–103 | 91–103    |

### Final
| Data   | Hora  |              | Placar |         | Set 1 | Set 2 | Set 3 | Set 4 | Set 5 | Total | Relatório |
| ------ | ----- | ------------ | ------ | ------- | ----- | ----- | ----- | ----- | ----- | ----- | --------- |
| 15 jun | 20:00 | ' Bulgária ' | 3–0    | Hungria | 25–12 | 27–25 | 25–14 |       |       | 77–51 | 77–51     |

## Classificação final

### Liga Ouro
| Rank | Team         |
| ---- | ------------ |
| 1    | Bulgária     |
| 2    | Hungria      |
| 3    | Chéquia      |
| 4    | Finlândia    |
| 5    | Azerbaijão   |
| 6    | Bielorrússia |
| 7    | Croácia      |
| 8    | Ucrânia      |
| 9    | Eslováquia   |
| 10   | Espanha      |
| 11   | França       |
| 12   | Portugal     |

|  | Classificadas para o Challenger Cup 2018 |  | Rebaixada para a Liga Europeia Prata de 2019 |

### Liga Prata
| Rank | Team    |
| ---- | ------- |
| 1    | Suécia  |
| 2    | Áustria |
| 3    | Albânia |
| 4    | Estônia |
| 5    | Suíça   |
| 6    | Israel  |
| 7    | Geórgia |
| 8    | Kosovo  |

|  | Classificadas para a Liga Europeia Ouro de 2019 |

## Premiações

### Liga Ouro
| - Most Valuable Player Mariya Karakasheva - Melhor levantadora Lora Kitipova - Melhores ponteiras Gréta Szakmáry Michaela Mlejnková | - Melhores centrais Hristina Ruseva Laura Pihlajamäki - Melhor oposta Silvana Chausheva - Melhor libero Rita Molcsányi |

### Liga Prata
| - Most Valuable Player Isabelle Haak - Melhor levantadora Josephine Tegenfalk - Melhores ponteiras Arjola Prenga Anna Haak | - Melhores centrais Sava Thaka Nina Nesimovic - Melhor oposta Isabelle Haak - Melhor libero Sophie Wallner |